# برنامج التخطيط لبعثات وكالة الفضاء الأوروبية (2015–2025)
برنامج التخطيط لبعثات وكالة الفضاء الأوروبية هو برنامج لأجل البعثات العلمية الفضائية طويلة الأمد التابع لوكالة الفضاء الأوروبية الذي يمتد بين عامي 2015 و2025، وهو خلف للبرنامج العلمي الطويل الأمد في هورايزون 2000.